# Strutpalpvävare
Strutpalpvävare (Sintula corniger) är en spindelart som först beskrevs av John Blackwall 1856.  Strutpalpvävare ingår i släktet Sintula och familjen täckvävarspindlar. Arten är reproducerande i Sverige. Inga underarter finns listade i Catalogue of Life.